# Vojtěch Plát
Vojtěch Plát (* 23. Januar 1994 in Rychnov nad Kněžnou) ist ein tschechischer Schachspieler. 

## Laufbahn
Plát erhielt von der FIDE 2009 den Titel eines Internationalen Meisters zugesprochen und 2017 folgte der Großmeistertitel.  2016 wurde er tschechischer Landesmeister. Mit der tschechischen Nationalmannschaft hat er an der Schacholympiade 2016 und der Mannschaftseuropameisterschaft 2017 teilgenommen. Im Januar 2019 belegte er Platz 8 der aktiven tschechischen Spieler. Seine bisher höchste Elo-Zahl erreichte er mit 2569 im Januar 2018.

## Vereine
In der tschechischen Extraliga spielte Plát von 2008 bis 2011 und von 2012 bis 2015 für den TJ TŽ Třinec, von 2015 bis 2017 und erneut seit 2018 für die Mannschaft von Výstaviště Lysá nad Labem, mit der er 2019 tschechischer Mannschaftsmeister wurde. In der slowakischen Extraliga spielte er in der Saison 2007/08 für den ŠK Dunajská Streda, von 2008 bis 2010, von 2014 bis 2017 und erneut seit 2019 für den ŠKŠ Dubnica, von 2012 bis 2014 für TJ Slávia CAISSA Čadca, in der Saison 2017/18 für Slovak Commander und in der Saison 2018/19 für den ŠK Modra.
In der britischen Four Nations Chess League spielte Plát von 2011 bis 2013 für die erste und zweite Mannschaft von Guildford A&DC, in deren erster Mannschaft er auch in der Saison 2018/19 antrat und den Titel gewann. In der Saison 2017/18 spielte er für White Rose. In Deutschland spielt er in der Saison 2013/2014 beim Erfurter Schachklub, seit der Saison 2018/19 für den SC Weiler im Allgäu in der Oberliga Württemberg, in Österreich spielte er in der Saison 2017/18 für Leoben in der 2. Bundesliga Mitte. In der polnischen Ekstraliga (Schach) spielt Plát seit 2018 für Wieża Pęgów.